# Fonofos
Fonofos ist ein synthetisches Insektizid aus der Wirkstoffgruppe der Phosphorsäureester.
Es wurde im Jahr 1965 erstmals beschrieben.

## Gewinnung und Darstellung
Fonofos kann durch eine mehrstufige Reaktion gewonnen werden. Dazu werden Chlorethan, Phosphortrichlorid und Schwefel durch Aluminiumchlorid katalysiert zu Ethylthiophosphonylchlorid umgesetzt, was anschließend mit Natriumethanolat zur Reaktion gebracht wird. Das dabei entstehende Molekül reagiert dann mit Thiophenol zum Fonofos.

## Struktur und Wirkungsweise
Fonofos ist chiral, es besteht aus einem 1:1-Gemisch der beiden Enantiomeren: Das (R)-Isomer ist biologisch aktiver als das (S)-Isomer.
Wie alle Organophosphate und Phosphorsäureester beruht die Wirkung von Fonofos auf der irreversiblen Inhibition der Acetylcholin-Esterase der Nervenzellen. Dies bewirkt, dass die Reizweiterleitung des Nervensystems gestört wird bzw. zum Erliegen kommt, was wiederum zu Lähmungen, Atemstillstand und zuletzt dem Tod führen kann.

## Einsatzgebiete
Fonofos ist ein Bodeninsektizid mit einem breiten Wirkspektrum. Es wird als Granulat oder emulgierbares Konzentrat angewandt und wirkt als Kontakt- und Fraßgift. Zum Einsatz kommt es vor allem gegen Fliegen und Würmer im Getreide-, Obst- und Gemüseanbau.

## Toxikologie
Fonofos wird von der amerikanischen Umweltbehörde EPA als hoch giftig eingestuft. Die Vergiftungserscheinungen ähneln denen anderer Phosphorsäureester, jedoch treten diese beim Fonofos schon bei niedrigeren Dosen auf. Zu Vergiftungen kann es sowohl durch orale als auch dermale Aufnahme kommen. Symptome einer Vergiftung mit Fonofos können auch verzögert bis zu zwölf Stunden nach Aufnahme auftreten. Zu den Symptomen gehören anfangs verschwommene Sicht, Kopfschmerzen und Schwindel. Augenkontakt kann Schwitzen und Muskelzuckungen hervorrufen, während sich Vergiftungen durch Verschlucken in Übelkeit, Magenkrämpfen sowie Durchfall äußern können.

## Ökotoxikologie
Fonofos ist hochgiftig für Vögel, Fische und wirbellose Wasserorganismen. Außerdem ist es giftig für Bienen.
Es ist moderat persistent im Boden mit einer Halbwertszeit von 40 Tagen. In Wasser baut es sich schnell durch Hydrolyse ab.

## Analytik
Zum zuverlässigen Nachweis und zur Quantifizierung von Fonofos können sowohl flüssig als auch gaschromatographische Methoden zum Einsatz kommen. Zur Identifizierung kann nach der chromatographischen Trennung ein Massenspektrometer verwendet werden.

## Zulassung
In den Staaten der Europäischen Union sowie in der Schweiz ist Fonofos nicht zugelassen. Der Rückstandshöchstgehalt wurde für alle Lebensmittel auf 0,01 mg/kg festgelegt.